# Forensic Architecture

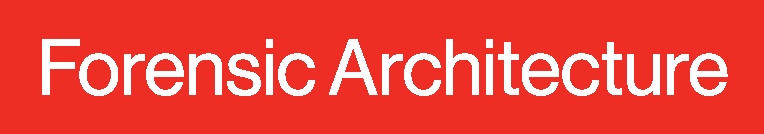
Logo von Forensic Architecture

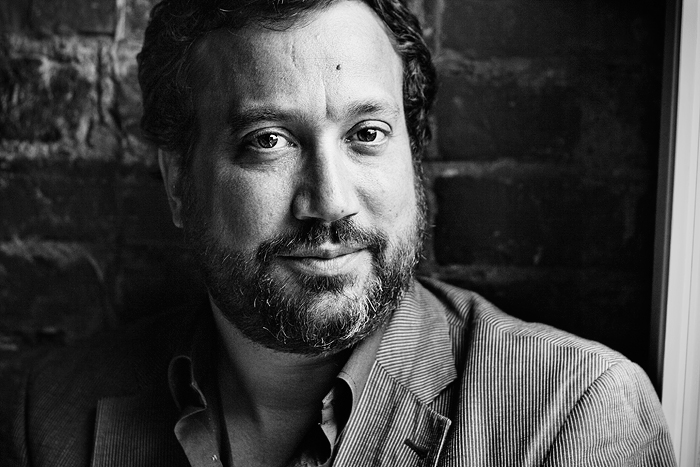
Gründer und Leiter Eyal Weizman, 2012

Forensic Architecture ist eine 2011 gegründete Rechercheagentur unter Leitung von Eyal Weizman mit Sitz am Centre for Research Architecture des Goldsmiths, University of London.

## Counter Forensic
Ausgangspunkt waren für Gründer Eyal Weizman die von ihm untersuchten politischen Möglichkeiten von Architektur: „Sie ist eben nicht nur ein Set von Techniken und Technologien, die einem ermöglicht, bessere Häuser und andere Gebäude zu bauen. Architektur ist auch ein sehr mächtiges analytisches Werkzeug, vor allem, wenn das eigentliche Verbrechen bereits in Architektur gegossen ist, und das ist im Westjordanland der Fall.“ Seit seiner Gründung 2011 entwickelte der Thinktank die Idee der Counter Forensic gegen die von ihm angenommene staatliche Desinformationen und setzt diese zunehmend bei Menschenrechtsverletzungen und staatlicher Gewalt in Untersuchungen ein. Dazu werden Bilder, Videos und sonstige Informationen in detaillierter Recherche zusammengetragen und in Ort und Zeit interdisziplinär modelliert und visualisiert. Die Auswertungen werden als Gegenbeweise zu staatlicher Informationspolitik verstanden und auf kreative Weise sowohl für Gerichtsverhandlungen als auch für Ausstellungen aufbereitet.
2021 gründete Forensic Architecture gemeinsam mit der Organisation European Center for Constitutional and Human Rights (ECCHR) ein Recherchezentrum namens Investigative Commons in Berlin.

## Auftraggeber und Finanzierung
Forensic Architecture arbeitet ausschließlich für zivile Opfer, NGOs und unabhängige Vereine und wird für einzelne Projekte vom Europäischen Forschungsrat mitfinanziert.
Die fünf Förderer für 2019 waren:
- European Research Council
- David & Elaine Potter Foundation
- Sigrid Rausing Trust
- Oak Foundation
- Open Society Foundations

## Untersuchungen (Auswahl)
Bei seinen Untersuchungen geht Forensic Architecture von zwei Prämissen aus: Staatliche Gewalt hinterlässt Spuren, und die Entscheidungsträger verfügen über die Macht, sie zu tilgen.
Stand Juli 2021 hatte sich Forensic Architecture mit mehr als 70 Untersuchungen befasst.

### Israel und Nahostkonflikte
- Für Defence for Children International analysierte Forensic Architecture den Tod zweier palästinensischer Jugendlicher in Baituniya im Jahr 2014, die von israelischen Soldaten erschossen worden waren. Anhand akustischer Analysen und Filmmaterial wurde bewiesen, dass die Soldaten scharfe Munition und nicht Gummigeschosse verwendet hatten, wie sie und das israelische Militär behauptet hatten. Ein Offizier wurde für die „versehentliche“ Tötung des 17-jährigen Nadeem Nawara verurteilt.[5][6][7]
- Bei der Operation Gegossenes Blei gegen die Hamas im Gazastreifen soll Israel im Dezember 2008 und Januar 2009 Munition mit weißem Phosphor im dicht besiedelten Gaza eingesetzt haben. Der sich selbst entzündende weiße Phosphor wurde dabei zur Nebelerzeugung eingesetzt,[8] wodurch Zivilisten verletzt und getötet wurden.[9] Forensic Architecture untersuchte die Explosion einer solchen Granate und modellierte die Ausbreitung der brennenden Chemikalie anhand der Windverhältnisse. Der Bericht wurde 2012 von Menschenrechtlern der UN in Genf vorgelegt und als Beweismittel in 2013 einer Petition vor dem Israelischen Gerichtshof beigefügt.[10] Im April 2013 sagte das israelische Militär zu, Granaten mit weißem Phosphor nicht mehr in bevölkerten Gebieten einzusetzen.[11] Der israelische Gerichtshof lehnte daraufhin eine Befassung mit dem Vorgang im Juli 2013 ab.[12]
- Im Verlauf der Operation Protective Edge kam es nach der vermeintlichen Entführung des israelischen Leutnants Hadar Goldin am 1. August 2014 durch die Hamas zu zivilen Opfern[13] bei Angriffen Israels auf Rafah. Forensic Architecture erstellte einen Bericht auf der Grundlage von Zeitzeugeninterviews, Video- und Photoaufnahmen, aus dem die Forscher ableiteten, dass die Hannibal-Direktive der israelischen Armee in exzessiver Form angewendet worden war.[14][15] Nach öffentlichen Anschuldigungen und internen Untersuchungen des als „Black Friday“ bezeichneten Vorgangs nahm das israelische Militär die Direktive im Jahr 2016 zurück.[16] Die Dokumentation wurde als Film Hannibal in Rafah auf der Berlinale im Jahr 2016 gezeigt.[17]
- Beim Räumungsversuch des Beduinendorfes Umm al-Hiran durch israelische Sicherheitskräfte im Negev wurde im Januar 2017 ein 47-jähriger Mathematiklehrer in seinem Auto erschossen, weil er nach Darstellung der israelischen Behörden einen islamistisch motivierten Angriff durchführte und dabei einen Polizisten tötete. Forensic Architecture untersuchte den Fall mit israelischen Partnern und deckte Widersprüche in der amtlichen Darstellung auf.[7] Der israelische Agrarminister Uri Ariel entschuldigte sich im März 2017 öffentlich für „schwere Fehler, die gemacht wurden“[18] und später kam an die Öffentlichkeit, dass ein Shin-Bet-Bericht, der unmittelbar nach dem Vorfall verfasst worden war, Beweise für ein Attentat ausschloss und schwere operative Fehler der Sicherheitskräfte als Ursache für das Ereignis nannte.[19]
- Gemeinsam mit der New York Times führte Forensic Architecture 2018 eine umfangreiche Untersuchung zum Fall der im Gazastreifen von dem Überschallprojektil eines israelischen Scharfschützen tödlich getroffenen palästinensischen Rettungshelferin Rouzan al-Najjar durch,[20] wofür vor Ort per Drohnen 3-D-Aufnahmen des Geländes angefertigt und über 1000 Fotos und Video-Mitschnitte ausgewertet und etwa 30 Zeugen befragt wurden. Die Ergebnisse wurden zu einer der Grundlagen der Beurteilung des Falles durch den UN-Menschenrechtsrat.[21] Während der ehemalige Rechtsberater im Pentagon und Professor der New York University School of Law, Ryan Goldman, das Resümee der Untersuchung bestätigte, es sei ein mögliches Kriegsverbrechen,[22] erklärte Ira Stoll in The Algemeiner, dass die Ergebnisse der Untersuchung einseitig seien und es „bei allem würdevollen Gehabe, doch nur das alte Israel-Bashing“ sei, „das du auf jeder extrem rechten oder extrem linken Internet-Seite oder bei ähnlichem Social Media Feed gratis bekommen kannst.“[23]
- Forensic Architecture verfolgte den Verlauf des 2023 begonnenen israelischen Krieges gegen die Hamas im Gazastreifen und analysierte Maßnahmen der Besatzungsstreitkräfte; die Untersuchung untermauere den Vorwurf des Internationalen Gerichtshofs (IGH), Israel begehe in Gaza einen Völkermord. Der Bericht soll drei Phasen der Massenvertreibung im Gazastreifen dokumentieren, die als „humanitäre“ Evakuierungsbefehle dargestellt worden seien und die Zivilbevölkerung in vermeintlich, aber nicht wirklich, „sichere Zonen“ geführt haben sollen.[24][25]
- Im Oktober 2024 veröffentlichte die Gruppe nach mehr als einem Jahr Beobachtung und Analyse des israelischen Kriegshandelns im Gazastreifen eine Karte mit dem Titel „A Cartography of Genocide“ (Eine Kartographie des Völkermords),[26] begleitet von einem 827-seitigen Textbericht, der zu dem Schluss kommt, dass Israels militärische Kampagne im Gazastreifen organisiere und systematisch darauf abziele, Lebensbedingungen und lebenserhaltende Infrastruktur zu zerstören.[27]

### Weiterer Naher Osten
- Im Mordfall um den kurdischen Anwalt und Präsidenten der Rechtsanwaltskammer von Diyarbakır Tahir Elci kamen sie im Februar 2019 anhand einer von der Anwaltskammer Amed beauftragten 3D-Rekonstruktion zu dem Schluss, dass zwei Polizisten verdächtig seien, auf Elçi geschossen zu haben.[28]
- Modell des syrischen Foltergefängnisses Saydnaya
- Untersuchung zum Bootsunglück vor Tripolis 2011

### Westeuropa
- Mordfall Halit Yozgat (NSU-Komplex): Der Verfassungsschützer Andreas Temme saß im Hinterzimmer des Internetcafés, in dem Yozgat am 6. April 2006 erschossen wurde und soll laut Zeugenprotokoll den Mord nicht bemerkt haben. Die Forscher werteten Tatortfotos, Zeugenaussagen, zugespielte Polizeiakten und den Browserverlauf des Computers aus. Mit einem gleich großen Schauspieler stellten sie den Hergang in einer Rekonstruktion des Tatortes nach und zogen auch einen Akustikspezialisten hinzu. Die Forscher kamen zu dem Ergebnis, dass Temme den Schuss gehört und die Leiche beim Verlassen des Cafés gesehen haben müsse. Ausgestellt wurde die Simulation auf der Documenta 14.[29][30]
- Untersuchung Mare Clausum von Charles Heller und Lorenzo Pezzani zur Zusammenarbeit Italiens mit der libyschen Küstenwache (wurde von Klägern im Mai 2018 als Beweismittel einer Klageschrift an den Europäischen Gerichtshof für Menschenrechte beigefügt).[31][32]
- Untersuchung zur angeblichen Zusammenarbeit der im Mittelmeer Seenotrettung betreibenden Juventa-Besatzung mit libyschen Menschenschmugglern. Es gab keinen Prozess, kein Verfahren gegen die Vereinigung Jugend rettet; um das Schiff Juventa zu beschlagnahmen, wurden andere Paragrafen bemüht. Die Untersuchungsergebnisse von Forensic Architecture werden als eine dreidimensionale Simulation 2018 auf der Manifesta 12 in Palermo gezeigt, um jenseits der Fernsehbilder und Gerichtssäle eine Gegenöffentlichkeit herzustellen.[33]
- Im Nivin-Fall untersuchte Forensic Oceanography, ein Teil von Forensic Architecture, die Rolle Italiens und der EU bei der Rettung und Rückführung von Migranten in internationalen Gewässern durch das in Panama registrierte Frachtschiff Nivin.[34] Die Migranten wurden nach Libyen zurückgebracht und Global Legal Action Network reichte im Namen eines Jugendlichen, der dabei in Libyen eine Schussverletzung erlitt und später misshandelt und zur Zwangsarbeit eingesetzt wurde, im Dezember 2019 Beschwerde gegen Italien und weitere EU-Staaten beim UN-Menschenrechtsrat ein.[35]
- Zum Prozess um den Mord an Pavlos Fyssas steuerte Forensic Architecture eine Untersuchung bei, dass Polizisten schon vor dem Mord durch ein Mitglied der griechischen Neo-Nazi-Gruppierung Goldenen Morgenröte am Tatort anwesend waren ohne zum Schutz von Fyssas einzugreifen.[36]
- Untersuchung zum Grenfell-Tower-Brand[37]
- In Zusammenarbeit mit dem European Legal Support Center, einer propalästinensischen Nichtregierungsorganisation lancierte Forensic Architecture am 13. Mai 2025 eine interaktive Datenbank zur Erfassung antipalästinensischer Repression im Kontext des Kriegs in Israel und Gaza seit 2023.[38] Die Datenbank umfasst (Stand Juli 2025) 766 antipalästinensische Vorfälle in Deutschland und ist mit einem Meldesystem verbunden, über das anti-palästinensische Vorfälle zentral erfasst werden. In einem Artikel für das Magazin Hyphen ordnete Jessica Bateman die Bedeutung dieser systematischen Erfassung ein.[39]

### Russland/Ukraine
- Zur Schlacht um Ilowajsk sammelte und wertete FA Bildmaterial aus, das vor dem Europäischen Gerichtshof für Menschenrechte in einem Verfahren gegen Russland als Beweis für den Einsatz von Streitkräften der Russischen Föderation im Donbaskrieg dienen soll.[40]

### Unterstützung beim Rechtsstreit
Forensic Architecture gehört neben andere NGOs 2018 zu den Unterstützern der Klage von 17 nigerianischen Staatsbürgern gegen Italien vor dem Europäischen Gerichtshof für Menschenrechte. Die Kläger werfen Italien vor, ihre Menschenrechte dadurch verletzt zu haben, dass Italien in ihrem Fall die libysche Küstenwache mit der Seenotrettung beauftragt hatte. Von den 17 Klägern waren 2 von der libyschen Küstenwache gerettet und zurück nach Libyen gebracht worden. Dort seien sie gefoltert worden. Nachdem sie sich zu einer Rückkehr in ihr Heimatland Nigeria bereiterklärt hätten, um aus den berüchtigten libyschen Internierungslagern heraus zu kommen, seien sie dorthin zurückgebracht worden. Vertreter Italiens äußerten sich nicht zu dem Fall, verteidigten aber die Zusammenarbeit mit der libyschen Küstenwache und erklärten, dass viele Menschen dadurch gerettet worden seien und zudem die Zahl der Migranten, die ihr Leben libyschen Schmugglern und seeuntüchtigen Schlauchbooten anvertrauten, gesenkt werden konnte.

## Ausstellungen
Nicht jedes Verfahren lande vor einem Gerichtshof, deshalb sei Forensic Architecture auf andere Foren angewiesen. Ausstellungen würden als alternative Gerichtssäle genutzt und so die Öffentlichkeit mit den Ausarbeitungen von Forensic Architecture versorgt.
| Institution                           | Stadt             | Jahr      | Titel                                                            |
| ------------------------------------- | ----------------- | --------- | ---------------------------------------------------------------- |
| Louisiana Museum of Modern Art        | Kopenhagen        | 2022      | Witness                                                          |
| Frankfurter Kunstverein               | Frankfurt am Main | 2022      | Three Doors (zum Tod von Oury Jalloh und zum Anschlag in Hanau)  |
| Musée d'art contemporain de Montréal  | Montréal          | 2021/22   | Terror Contagion (Film zur PEGASUS-Spähsoftware)                 |
| Kunsthalle Mainz                      | Mainz             | 2020      | Enter the Void                                                   |
| Whitney Biennial                      | New York          | 2019      | Video: Triple Chaser                                             |
| Institute of Contemporary Arts        | London            | 2018      | Counter Investigations: Forensic Architecture                    |
| Kunsthalle Schirn                     | Frankfurt am Main | 2018      | Power to the People: Politische Kunst jetzt Film „Bil’in“ (2009) |
| Museu d’Art Contemporani              | Barcelona         | 2017      | Forensic Architecture: Towards an Investigative Aesthetics       |
| University Museum of Contemporary Art | Mexiko-Stadt      | 2017      | Forensic Architecture: Towards an Investigative Aesthetics       |
| Documenta 14                          | Kassel            | 2017      | 77sqm_9:26min (Film zum Fall Halit Yozgat)                       |
| Shanghai Biennale 11                  | Shanghai          | 2016/2017 | Liquid Traces (Film zum Left-to-die Boat)                        |
| Biennale                              | Venedig           | 2016      | Reporting from the Front                                         |
| Fundación Proa                        | Buenos Aires      | 2015      | Forensis                                                         |
| Haus der Kulturen der Welt            | Berlin            | 2014      | Forensis                                                         |

## Rezeption
Forensic Architecture arbeitet mit verschiedenen NGOs zusammen; dass die Grenzen zwischen Wissenschaft und Aktivismus dabei verschwimmen, sei gewollt. Die Arbeit von Forensic Architecture sei per se politisch. Das zeige sich unter anderem daran, dass Weizman gelegentlich Todesdrohungen erhalte.

## Auszeichnungen
- 2018 Princess Margriet Award for Culture der Europäischen Kulturstiftung, Amsterdam[51] und Beazey Preis des Design Museum London für die Darstellung von Untersuchungen[52]
- 2024 erhält Forensic Architecture den Right Livelihood Award („Alternativer Nobelpreis“), der am 3. Dezember im Stockholm übergeben wird.[53]